# 新几内亚鹃鵙
新几内亚鹃鵙（学名：Edolisoma melas）是山椒鸟科Edolisoma属的一种。分布于印度尼西亚和巴布亚新几内亚。其自然栖息地为亚热带或热带的湿润低地森林以及亚热带或热带的红树林。